# Daniel Jukic
Daniel Antonio Jukic (Buenos Aires, 5 de junio de 1955 - Pradera del Ganso, 1 de mayo de 1982) fue un aviador militar de la Fuerza Aérea Argentina, miembro de la promoción 42 de la Escuela de Aviación Militar, que con el grado de primer teniente murió en combate en la guerra de las Malvinas, en la isla Soledad, fue uno de los 35 aviadores fallecidos en combate en ese conflicto. El gobierno de la nación Argentina por ley nacional N.º 24 950/98 lo incluyó en el listado de los «Héroes nacionales», fallecidos en combate en las Malvinas.

## Guerra de Malvinas
El 1 de mayo a las 8:31 horas una escuadrilla de tres aviones Sea Harrier FRS.1 —teniente comandante Federiksen, teniente Hale y teniente McHars—, indicativo «Tartan», bombardeó la BAM Cóndor de forma rasante con bombas de 1000 libras (454 kg) y Beluga, impactando la pista y aviones en tierra. En este ataque un IA-58 Pucará fue destruido, cuyo piloto teniente Jukic murió, junto al cabo principal Juan Rodríguez, cabo principal Juan Duarte, cabo primero José Maldonado, cabo primero Agustín Montaño, cabo primero Andrés Brashich, cabo primero Miguel Carrizo y cabo primero José Luis Peralta.

## Homenajes
El aeropuerto de Reconquista y además la Escuela de Enseñanza Media 267 de la localidad de Florencia, Departamento General Obligado de la provincia de Santa Fe, Argentina, llevan su nombre en su honor. En otro homenaje en la ciudad de Comodoro Rivadavia existe una avenida a la cual se le impuso su nombre.

## En la cultura popular
Jukic es nombrado en una estrofa de la chacarera "Pucará de Malvinas" compuesta por Roberto Rimoldi Fraga.
Con Jukic al mando
un cóndor queda sentido
la historia ya lo recibe
un héroe nuevo ha nacido